# Noughts and Exes
Noughts and Exes是一支香港的独立民謠摇滚乐队，活跃2007年至2015年间。乐队由Joshua Wong（主音、結他）、Gideon So（钢琴、键盘、鐘琴、口風琴、合聲）、Alex Bedwell（鼓、合音、敲擊乐）、Winnie Lau（貝斯吉他、小提琴）和Alix Farquhar（合音、敲擊乐、钟琴）所组成。樂隊后期的现场現場演出阵容還包括Adam Robertshaw（合成貝斯吉他）和小提琴家Yue Ke。主音Joshua Wong先前為“ Whence He Came”乐队成員，期間亦曾與其他音乐家合作，並於後來招募了這些音乐家来為他新个人项目Noughts and Exes的现场表演伴奏，這亦最终成为了乐队的雛形。

樂隊主要成員和創作者Joshua Wong于2020年12月25日去世，其妻子和Noughts and Exes 的 Facebook 發布了 Joshua 的死訊。

## Act One, Scene One
在Whence He Came解散以後，Joshua Wong开展名为Noughts and Exes的新项目。 他开始录制新材料，Nic Tse Jo-yum負責电結他，Jennifer Skidmore負責大提琴和钢琴。 2008年4月22日，首專《Act One, Scene One》發行。參與專輯錄製的成員包括 Martijn Groeneveld（贝斯）、Jennifer Skidmore（大提琴，钢琴，合音）、Joshua Wong（编曲、键盘、贝斯、吉他、效果、合音）來自樂隊unwed sailor, TSTGU 和 thelovesong 的Nic Tse Jo-yum（電結他）、來自日本獨立樂隊Buddhistson和Oceanlane的Marcy Masashi(鼓)。 而專輯的現場演出陣容在Jennifer Skidmore、Nicholas Tse、Joshua Wong的基礎上加入了Ah Ding（鼓）、Benson Looi（低音）和Gideon So（鍵盤）。
在专辑发行后，乐队陷入了一段時間的沉寂。最终，Joshua Wong和Gideon So重新聚集和开展新計劃，並於2009年8月8日在The Underground 83演出了樂隊下一个新項目的雛形。这亦是乐队加入了Alex Bedwell（鼓，合音，敲擊乐），Kerrie-Anne Butler（合音，钟琴，敲擊乐）和Marianne Bunton（大提琴）後的首次演出。
此后不久，前Tacit Closet樂隊成員Winnie（Wizza）Lau亦被招募為貝斯吉他手。

## The Start of Us
在2010年，乐队开始与制作人Martijn Groeneveld共同创作下一张專輯，专辑随后在Groeneveld位於荷兰的Mailmen Studio工作室內完成。 2010年12月22日， 《The Start of Us》正式發表，該專輯获得了广泛的好评。其歌曲在很多電台電視上播放，令樂隊知名度提升。另外，專輯還被英國Time Out雜誌評為2010年度香港最佳专辑之一，以及獲選為時代雜誌「2011最值得關注的五隊樂隊」中第二名。 2011年，Marianne Bunton离开了乐队。其后，Modern Children，False Alarm，Daughter的前成員Winnie（Bago）Lau加入乐队並負責演奏小提琴。她亦於樂隊第三張專輯演唱和弹奏键盘。
在2011年8月，乐队开展了專輯巡迴演出。他們於迷笛音樂節， Clockenflap ，The People's Party Tour和新加坡Baybeats音乐节第多個大型音樂盛會中演出，並在亚洲多地如吉隆坡，中国和新加坡等地演出。他们还於加拿大多地演出，以及參加了魁北克举行的Envol et Macadame音乐节。由于Kerrie-Anne Butler无法參與樂隊部份演出，其位置後由客座歌手Karmen Cheung代替。 樂隊其後於2011年9月宣布Kerrie-Anne永久离开乐队，並由Alix Farquhar取代。 2011年9月23日，Noughts and Exes宣布签署並加入唱片公司US Spectra Records。

## Noughts and Exes （同名专辑）
2012年，乐队於网站Kickstarter上发起众筹，以筹集资金创作新專輯。他们的目标是筹集10,000美元，而他們亦順利於2012年5月筹集了足夠金額。於众筹活动的截止日期2012年5月5日中，Noughts and Exes筹集了$ 12,278，並正式成為了香港第一支於Kickstarter众筹成功的乐队。在2012年樂隊除了於录音室录製新專輯外，还在香港多地演出，包括參加Clockenflap音樂節，於音樂節中他們发行了EP A Fine Line作为专辑的前奏。
乐队最终在2013年9月14日於灣仔葡萄藤教會中心发布了他们的同名专辑。专辑包含了更多的和声，交雜的旋律和错综复杂的鼓點，並被形容具有“阳光活力”的“詩篇”。 专辑的第一张单曲《Hearts》在903电台排行榜中排名第一。他們其後突破严格的保安設置，於灣仔時代廣場和五十名音樂人快闪演出《Hearts》一曲，該演出的影片在發佈後令樂隊獲更多關注。

## 2013-2015 现场表演和乐队告終
2013年，Winnie（低音）和Winnie（小提琴）离开了乐队，并由Adam Robertshaw（合成貝斯吉他）和Yue Ke（Violin）代替进行了现场表演。 乐队2014年Clockenflap音樂節的主舞台上与Nitin Sawhney ， Flaming Lips和Tenacious D一起演出。在2015年，乐队於湾仔最后一次演出，門票售罄一空 。乐队後來因成員需各自專注個人生活而解散。

## 奖项与荣誉
- 《时代》（ Time）杂志「2011年最值得关注的5隊乐队」中排名第二。 [2]
- 《The Start of Us 》被《 Time Out 》杂志评为2010年香港十大专辑。 [3]
- Vapor Music本週音乐家[4]
- CNN最佳香港搖滾乐队[5]
- 2011年9月– Noughts and Exes代表香港赢得了PlanetRox音樂比賽，并与其他優勝者一起在加拿大的魁北克市Envol＆Macadam音乐节上演出
- 由主唱Joshua Wong执导的“The Start of Us”MV在2011年洛杉矶亚太电影节[6]上放映
- 由香港政府选定，代表香港参加2013年柏林华瑟音乐节